# Franco Piersanti
Pour les articles homonymes, voir Piersanti.
Franco Piersanti, né le 12 janvier 1950  à Rome, est un compositeur et chef d'orchestre italien.

## Biographie
Franco Piersanti a étudié à l'Académie nationale Sainte-Cécile. Il est connu pour ses musiques de films et a notamment travaillé avec les réalisateurs Nanni Moretti et Gianni Amelio. À la télévision, il a par exemple signé la musique de la série Commissaire Montalbano.
Il a reçu le Ruban d'argent de la meilleure musique de film en 2012 et le David di Donatello du meilleur musicien en 1992, 1995 et 2006.

## Filmographie partielle
- 1993 : Il segreto del bosco vecchio d'Ermanno Olmi
- 1997 : Testimone a rischio de Pasquale Pozzessere
- 2002 : Corto Maltese, la cour secrète des arcanes de Pascal Morelli

### Avec Nanni Moretti
- 1976 : Je suis un autarcique
- 1978 : Ecce bombo
- 1981 : Sogni d'oro
- 1984 : Bianca
- 2006 : Le Caïman
- 2011 : Habemus papam
- 2021 : Tre piani
- 2023 : Vers un avenir radieux

### Avec Gianni Amelio
- 1982 : Colpire al cuore
- 1990 : Portes ouvertes
- 1992 : Les Enfants volés
- 1994 : Lamerica
- 1998 : Mon frère
- 2004 : Les Clefs de la maison
- 2006 : L'Étoile imaginaire
- 2012 : Le Premier Homme
- 2013 : L'intrepido